# The Tony Danza Tapdance Extravaganza

Логотип гурту

The Tony Danza Tapdance Extravaganza — американський маткор-гурт з міста Мурфрісборо, Теннессі, заснований 2004 року. Жартівлива назва колективу походить від професії американського актора Тоні Данзи, що займався чечіткою. Гурт випустив чотири студійні альбоми, в 2012 році гурт розпався.

## Учасники
Фінальний склад
- Jessie «Danza» Freeland — Вокал (2004—2012)
- Josh Travis — Гітара, бас-гітара, ударні, вокал (2009—2012)

Колишні учасники
- Gareth Fritz; — клавішні (2004)
- Layne Meylain; — гітара (2004—2009)
- Paul Simpson; — гітара
- Brad Thomson; — гітара (2004—2008)
- Mike Butler; — бас-гітара (2004—2009)
- Jett Slaughter; — гітара, бас-гітара (2010)
- Phil Lockett; — бас-гітара (2010—2011)
- Brandon Bateman; — ударні
- Mason Crooks; — ударні (2004—2007)
- Brad Sexton; — ударні
- Jimmy Rhodes; — ударні
- Mike Bradley; — ударні (2009—2011)

## Дискографія
- 2005: The Tony Danza Tapdance Extravaganza (Corrosive Recordings, 2005)
- 2007: Danza II: Electric Boogaloo (Black Market Activities, 2007)
- 2010: Danza III: The Series of Unfortunate Events (Black Market Activities, 2010)[2]
- 2012: Danza IIII: The Alpha — The Omega (Black Market Activities, 2012)